# Geher-Länderkampf der Frauen 1979 Frankreich – Deutschland – Dänemark – Schweden – Schweiz
| 7. Leichtathletik-Länderkampf mit bundesdeutscher Beteiligung 1979                      | 7. Leichtathletik-Länderkampf mit bundesdeutscher Beteiligung 1979 |
| --------------------------------------------------------------------------------------- | ------------------------------------------------------------------ |
|                                                                                         |                                                                    |
| Geher-Vergleich der Frauen: Frankreich – BR Deutschland – Dänemark – Schweden – Schweiz |                                                                    |
| Austragungsort                                                                          | Fécamp                                                             |
| Wettbewerbe                                                                             | 1                                                                  |
| Datum                                                                                   | 22. Juli                                                           |
| 1. SWE 2. FRG 3. FRA 4. SUI 5. DNK                                                      | 43 Punkte 27 Punkte 25 Punkte 19 Punkte 07 Punkte                  |
| Chronik                                                                                 |                                                                    |
| ← FRG-GBR-POL-SUI (F)                                                                   | SUI-FRG-NLD Str'lauf (M) →                                         |

Im siebten Vergleich des Länderkampfjahres 1979 traten die bundesdeutschen Geherinnen am 22. Juli zu ihrem zweiten Länderkampf in diesem Jahr an. Dabei kam es zum Aufeinandertreffen mit Dänemark, Frankreich, Schweden und der Schweiz. Gastgeber war die französische Stadt Fécamp in der Normandie. Dieser Fünfländerkampf fand zum zweiten Mal statt. Den ersten Vergleich hatte im Vorjahr Schweden vor der Bundesrepublik und Frankreich gewonnen.

## Modus
Ausgetragen wurde ein Wettbewerb im Bahngehen über 5000 Meter. Jede Nation konnte vier Geherinnen stellen, von denen die drei Besten gewertet wurden. Deutschland trat mit nur drei Vertreterinnen an, die alle in die Wertung kamen.

## Ergebnis
Beherrscht wurde diese Begegnung von den Geherinnen aus Schweden. Die vier schwedischen Vertreterinnen lagen im Ziel vor allen anderen Teilnehmerinnen und siegten erneut mit 43 Punkten, derselben Punktzahl wie 1978. Die Platzierungen der bundesdeutschen Athletinnen auf den Rängen vier, neun und zehn reichten aus, um in der Länderkampfwertung mit 27 Punkten Platz zwei zu belegen. Frankreich kam mit 25 Punkten knapp hinter der Bundesrepublik auf den dritten Rang. So gab es dieselbe Reihenfolge wie beim ersten Aufeinandertreffen. Auf den Rängen vier und fünf vertauschte sich die Rangfolge gegenüber dem Vorjahr. Die Schweiz belegte mit neunzehn Punkten den vierten Platz und Dänemark wurde mit sieben Punkten Fünfter.

## Resultat

### 5000 m Bahngehen
| Platz | Athletin          | Land | Zeit (min) |
| ----- | ----------------- | ---- | ---------- |
| 01    | Margarets Simu    | SWE  | 23:43,0    |
| 02    | Elisabeth Olsson  | SWE  | 23:50,0    |
| 03    | Ann Jansson       | SWE  | 24:42,0    |
| 04    | Monika Karlsson   | SWE  | 24:56,0    |
| 05    | Regine Broders    | FRG  | 25:19,0    |
| 06    | Margot Vetterli   | SUI  | 26:01,0    |
| 07    | Claudine Gerald   | FRA  | 26:17,0    |
| 08    | Dominique Terraz  | FRA  | 26:23,0    |
| 09    | Ingrid Adam       | FRG  | 26:25,0    |
| 10    | Monika Glöckler   | FRG  | 26:25,1    |
| 11    | Beatrice Guicnery | FRA  | 26:27,0    |
| 12    | Edith Sappl       | SUI  | 27:06,0    |
| 13    | Isabelle Seguin   | FRA  | 27:19,0    |
| 14    | Ulla Kristiansen  | DNK  | 28:01,0    |
| 15    | Christiane Udriot | SUI  | 28:47,0    |
| 16    | Vivi Ovesen       | DNK  | 29:24,0    |
| 17    | Laila Nielsen     | DNK  | 29:51,0    |
| 18    | Pernille Hannecke | DNK  | 29:53,0    |
| 19    | Sonja Stalder     | SUI  | 31:58,0    |